# Nika Georgievna Turbina
Nika Georgievna Turbina (in russo Ника Гeopгиeвна Туpбина?; Jalta, 17 dicembre 1974 – Mosca, 11 maggio 2002) è stata una poetessa e scrittrice ucraina, sovietica fino al 1991, divenuta celebre per aver scritto liriche particolarmente profonde durante i suoi primi anni di vita.

## Biografia
Abbandonata dal padre, a crescerla furono la madre Maja Nikanorkina, scultrice professionista, con l'aiuto dei genitori Ljudmila Karpova e Anatolij Ignatievič Nikanorin.
Afflitta da problemi respiratori, Nika iniziò a manifestare maggior sofferenza durante la notte, quando il senso di soffocamento le procurava improvvisi risvegli. La piccola reagì cercando di resistere al sonno rimanendo seduta sul letto e verso i 4 anni, si accorse che nel respiro affannato, emetteva parole, frasi, evidenziando un sapere maturo e una conoscenza del dolore non comuni all'età. Non essendo ancora capace di scrivere, cominciò a chiamare la madre e i nonni affinché fermassero su carta quanto lei pronunciava e a 7 anni, compose una delle sue opere più famose, in cui descrisse le poesie come un carico oneroso:
Ljudmila Karpova fece in modo che gli scritti di Nika Turbina fossero letti dallo scrittore e giornalista Julian Semënov e dopo poche settimane, alcuni componimenti furono pubblicati dal quotidiano Komsomol'skaja Pravda e poi venne chiamata dal Club degli Scrittori di Mosca. Nel 1984, a soli 10 anni vide stampata la sua prima raccolta, Bozza (Черновик), con prefazione a cura del poeta e romanziere Evgenij Evtušenko. Il riconoscimento fu immediato e venne pubblicata anche in Francia, Regno Unito e Italia, dove apparve con il titolo Quaderno di Appunti nella traduzione di Evelina Pascucci e l'anno dopo, in occasione del festival 'Poeti e Pianeta Terra' di Venezia, le fu consegnato il premio Leone d'oro per la poesia.
Negli anni successivi viaggiò all'estero, produsse nuove raccolte, ma con l'ingresso nel mondo degli adulti divenne sempre più fragile e inquieta e con il passare del tempo la sua storia venne lentamente dimenticata. Morì l'11 maggio 2002 precipitando dalla finestra della sua abitazione posta al 5º piano.
Nel 2008 esce in Italia Sono pesi queste mie poesie, curato e tradotto da Federico Federici, prima pubblicazione postuma. Del 2018 è la raccolta Nika Turbina, con scritti e inediti a cura di Federico Federici.

## Opere
- Bozza (Черновик), 1984.
- Passi verso l’alto, passi verso il basso (Ступеньки вверх, ступеньки вниз), 1991.

### Traduzioni in italiano
- Quaderno di appunti, trad. Evelina Pascucci, presentazione di Franco Zagato, con un saggio introduttivo di Evgenij Evtusenko, illustrazioni di Ernesto Treccani, Spinea : Edizioni del Leone, 1984
- Sono pesi queste mie poesie, traduzione e cura di Federico Federici, 2008, ISBN 978-8862260176.
- Nika Turbina, a cura di Federico Federici, 2018, ISBN 978-0244998455.